# テイクアンドギヴ・ニーズ
株式会社テイクアンドギヴ・ニーズ（英文社名: TAKE AND GIVE. NEEDS Co., Ltd.、略称: T&G）は、東京都品川区に本社をおく、ウェディング事業を行っている企業である。
国内のウェディング事業においては、全国に約100会場の結婚式場の運営を行っており、業界最大手である。また、グループ会社を通じて、海外リゾートウェディングや、貸金業（ブライダルローン）、旅行業（ハネムーン）などの関連事業を手掛けている。2017年には、TRUNK (HOTEL) を東京・渋谷に開業し、ホテル事業にも進出したほか、企業主導型保育事業にも進出。

## 概要
設立は、1998年（平成10年）10月。創業者で現代表取締役会長の野尻佳孝が、レストランとの提携によるウェディングのプロデュースから事業を開始した。創業当時から1軒家貸し切りの「ハウスウェディング」のスタイルにこだわり続け、2001年には創業当時から構想していた「ハウスウェディング」の1号店を東京・代官山に開業。これを機に直営店事業を開始し、2003年以降に直営店の全国展開を業界に先駆けて始めたことで、「ハウスウェディング」が全国的に認知されるきっかけをつくる。
現在は、全国に100会場以上のゲストハウスを展開する業界最大手のブライダル企業となり、年間20,000組の結婚式のプロデュースを行っている。
“One Heart Wedding”をサービスコンセプトに、東京・青山の旗艦施設「青山迎賓館」をはじめ、主に『…迎賓館』と称する結婚式場を全国展開している。
また2016年3月には、横浜・みなとみらい地区の赤レンガ倉庫近く（同地区4街区）に新規開業となった商業施設「MARINE & WALK YOKOHAMA（マリン アンド ウォーク ヨコハマ）」内に、完全貸切り型のウェディングゲストハウス「BAYSIDE GEIHINKAN VERANDA minatomirai（ベイサイド ゲイヒンカン ヴェランダ ミナトミライ）」をオープンしている。
この他、子会社を通じてホテル事業にも進出し、日本初のブティックホテル「TRUNK (HOTEL)〈トランクホテル〉」を2017年から展開している。また、同年には横浜・みなとみらい地区内に「も、の保育園」を開業し、保育事業も手掛けている。園名の意味は、働く「も」、育つ「も」、大人「も」、子ども「も」、全員が喜べるの意。

## 沿革
- 1998年10月 - 野尻佳孝が学生時代の仲間とともに株式会社テイクアンドギヴ・ニーズ設立、渋谷区広尾の一軒家イタリアンレストラン「アンティコブッテロ」と提携し、ハウスウェディングを企画運営する事業を開始、提携先を拡大[6]。
- 2001年
  - 6月 - 直営店型ハウスウェディング事業を開始
  - 12月 - ナスダック・ジャパン（現東京証券取引所JASDAQ）市場へ上場
- 2004年2月 - 東京証券取引所市場第二部へ上場
- 2005年
  - 6月 - 株式会社グッドラック・コーポレーションへ出資参加
  - 7月 - 株式会社ライフエンジェルを設立し、ブライダルローン事業を開始
- 2006年
  - 2月 - 株式会社アニバーサリートラベルを設立し、ツーリズム事業を開始
  - 3月 - 東京証券取引所市場第一部へ指定
- 2007年
  - 1月 - 株式会社グッドラック・コーポレーションを連結子会社化（73.8%）し、海外・リゾートウェディング事業を開始
  - 4月 - 株式会社グッドラック・コーポレーションへ追加出資（91.8%）
- 2012年12月 - 株式会社ブライズワードを連結子会社化
- 2013年
  - 8月 - 株式会社グッドラック・コーポレーションの台湾現地法人を設立
  - 9月 - 台湾サロンを開設し、アジアからのリゾートウェディング送客を本格化
- 2016年12月
  - 株式会社アンドカンパニーを設立し、保育事業を開始
  - 株式会社TRUNKを設立し、ホテル事業を開始
- 2017年9月 - 株式会社Dressmoreを設立
- 2018年4月 - 株式会社ブライズワードを吸収合併

## 事業内容
国内ウェディング事業、海外・リゾートウェディング事業を主とし、その他の婚礼に関わる周辺サービスを事業展開。
2018年7月に長期経営方針「EVOL2027」で、2027年には、1,000億円企業になることを発表している。

### 国内ウェディング事業
1998年の創業以来、オリジナルウェディングにこだわり続け、新しいスタイルとして創りあげた「ハウスウェディング」を、全国32都道府県に展開している。
「一顧客一担当制」や「完全貸し切り」など、独自のスタイルを強みとし、国内ウェディング取扱組数No.1の実績をもち、顧客ニーズに合わせた進化でシェア拡大している。

### 海外・リゾートウェディング事業
2003年に設立した株式会社グッドラック・コーポレーションの「アールイズウエディング」というブランドにて、海外・リゾートウェディングを展開。ハワイ・グアム・バリ・沖縄の拠点での運営のほか、成長著しいアジアで市場を創出し、ターゲットを拡大している。また、海外でのローカルウェディングも取り扱っており、台湾で直営のウェディング施設運営や、インドネシアでは、海外著名ホテルと業務提携し、婚礼プロデュースを行っている。

### ホテル事業
2017年、東京渋谷に「TRUNK (HOTEL)」を開業したことを機にホテル事業を開始。
同ホテルは、日本のみならず海外からも注目を集めるブティックホテルとして、世界にソーシャルインパクトを起こし続けている。今後の見通しとして、ホテル事業を新たな成長の柱とする方針を発表した。欧米で定着している「ブティックホテル」を東京都心向けや、地方政令都市向けに出店してホテル事業展開を加速化させる意向。

### コンサルティング事業
レストランやホテルの婚礼部門のコンサルティングを行う。施設やマーケットの特徴に合わせ、ハウスウェディング事業で培ってきた広告戦略や人材育成を駆使しながら、婚礼業界を牽引するノウハウで独自のブランドバリューを展開している。2019年1月にリオープンする東京會舘の婚礼部門も同社がコンサルティングしている。

### Haute couture Design
時間・場所・既成概念にとらわれないオーダーメイドウェディングを請け負う。歴史的建造物での披露宴や、母校や思い出の場所でのロケーション撮影など、数々の著名人のウェディングや、近年ではアジア圏からのインバウンドのウェディングなども手掛ける。

### ドレス事業
「MIRROR MIRROR」「Dressｍore」「WITH A WHITE」の3ブランドを展開。札幌・東京・神奈川・大阪・福岡などで、14店舗の運営を行っている。同社の結婚式におけるドレスの内製化以外にも、外販も行っている。

### レストラン事業
California Styleのパイ専門店「Pie Holic」を横浜みなとみらいに2016年にオープン。女性層を中心に人気を博し、日本のパイブームの火付け役となった。ほかにも、東京白金にアメリカンダイナー「BLUE POINT」を運営している。

### 保育事業
2017年に横浜に「も、の保育園」を開園。グループ会社である株式会社アンドカンパニーが運営を行っている。

### ブライダルローン事業
2005年にグループ会社、株式会社ライフエンジェルを設立し、ブライダルローンを中心に、新郎新婦のライフサポートサービスの提供をはじめる。

### ツーリズム事業
2006年にグループ会社、株式会社アニバーサリートラベルを設立。完全オーダーメイドのハネムーンをご提案する新しいスタイルを提供している。

## グループ会社・関連会社
- 株式会社グッドラック・コーポレーション
- 株式会社TRUNK
- 株式会社アンドカンパニー
- 株式会社ライフエンジェル
- 株式会社アニバーサリートラベル
- 株式会社Dressmore

## テレビ番組
- 日経スペシャル ガイアの夜明け 結婚しない男たち ～30代前半 未婚率42%の理由～（2005年12月20日、テレビ東京）[8] - 最新の結婚式事情を取材。

## 提供番組
- 結婚式のキセキ
- ラジオ劇団『小さな奇跡』